# Ghrelin
Ghrelin (Akronym, englisch Growth Hormone Release Inducing „Wachstumshormonfreisetzung einleitend“) ist ein appetitanregendes Peptid, das in der Magenschleimhaut und der Bauchspeicheldrüse produziert wird. Neben der Appetitanregung hat das Hormon eine Reihe anderer Wirkungen.

## Bildung
Ghrelin wird vor allem in den Belegzellen im Epithel des Magenfundus, aber auch von den ε-Zellen (ε ist Epsilon, als Laut gesprochen wie das e in nett) der Bauchspeicheldrüse produziert sowie in einer Vorstufe im Hypothalamus und der Hypophyse und durch Abspaltung einiger Aminosäuren in die aktive Form übergeführt.

## Struktur
Ghrelin ist ein Peptidhormon, bestehend aus 28 Aminosäuren, welches durch posttranslationale Modifikation aus dem Präkursor-Protein Preproghrelin (117 Aminosäuren) gebildet wird. Gleichzeitig entsteht ein Molekül Obestatin.
Die dritte Aminosäure Serin des Ghrelins ist mit Octansäure verestert. Diese Modifikation ist essentiell für die Wirkung des Hormons.
Die Molekülmasse des Präkursor beträgt 12,91 kDa, die des Ghrelin 3,24 kDa.

## Physiologie
Ghrelin ist ein Hormon, das die Nahrungsaufnahme und die Sekretion von Wachstumshormon reguliert. In Hungerphasen steigt der Ghrelinspiegel im Blut an, nach dem Essen sinkt er ab. Schlafmangel induziert erhöhte Ghrelin-Ausschüttung und trägt auf diese Weise vermutlich zur Entwicklung von Adipositas bei.
Weitere Hormone, die das Hunger- bzw. Sättigungsgefühl steuern, sind CCK, GLP-1, Peptid YY und Cortisol.

## Wirkungen

### Hunger
Im Experiment erhöhen Ghrelin-Infusionen die Nahrungsaufnahme. Im Fastenzustand ist die Ghrelinausschüttung erhöht, nach dem Essen sinkt der Ghrelinspiegel ab.
Es stimuliert im Hypothalamus die Sekretion von Neuropeptid Y, von dem bekannt ist, dass es die Nahrungsaufnahme steigert, sowie von Agouti-related Peptide (AgRP) Hormone im Nucleus arcuatus.
Auch die meisten Arten der Vögel verfügen über ein funktionstüchtiges Gen (GHRL), das für Ghrelin codiert, jedoch hemmt Ghrelin bei Vögeln die Nahrungsaufnahme. In einer Studie wurde 2015 zusätzlich nachgewiesen, dass bei Würgfalken und Wanderfalken das „Ghrelin-Gen“ funktionsuntüchtig ist; dies sorge dafür, dass bei diesen Arten das Jagd- und Fütterungsverhalten gesteigert werde.

### Milderung von Depressionen
Darüber hinaus wirkt Ghrelin im Mausversuch beruhigend. Eine Studie aus dem Jahr 2008 deutet auf die antidepressive Wirkung von Ghrelin hin, und beleuchtet die Frage, warum chronischer Stress und Depressionen zu Übergewicht führen können.

### Zusammenhang mit Alkoholabhängigkeit
Die Hypothese, dass Ghrelin bei der Entstehung von Alkoholabhängigkeit mitverantwortlich ist, wurde zumindest im Mausversuch bestätigt.

### Wachstumshormon
Ghrelin ist ein endogener Ligand für einen Rezeptor, der die Abgabe von Wachstumshormon in der Hypophyse reguliert. An speziellen Zellen des Hypophysenvorderlappens (azidophile Zellen) bindet es an den GHS-Rezeptor (Growth Hormone Secretagogue Receptor) und regt so die Freisetzung von Wachstumshormon an.

## Pathophysiologie
Das seltene Prader-Willi-Syndrom zeigt teilweise massiv erhöhte Ghrelin-Werte. Es ist durch ein fehlendes Sättigungsgefühl charakterisiert.